# قائمة التصنيفات التاريخية
التصنيف التاريخي ينظم الموضوعات التاريخية في مجموعات مختلفة التصنيفات طبقًا للموضوع كما يظهر فيما يأتي أدناه.

## التحول التاريخي
- فلسفة التاريخ

## بواسطة الإقليم الجغرافي
- العالم
- إفريقيا
- الأمريكتان
- آسيا
- أوروبا
- أوقيانوسيا
- أنتركاتيكا

## بواسطة الإقليم الجغرافي الفرعي
- أمريكا الشمالية
- أمريكا الجنوبية
- أمريكا اللاتينية
- أمريكا الوسطى
- [قبل الكولومبي
  - وسط أمريكا
- الكاريبي
- أوراسيا
- تاريخ أوروبا
  - أوروبا ما قبل التاريخ
  - الكلاسيكي القديم
  - العصور القديمة المتأخرة
  - العصور الوسطى
  - الفترة الحديثة المبكرة
  - أوروبا الحديثة
- آسيا الوسطى
- جنوب آسيا
- |شرق آسيا
- جنوب شرق آسيا
- الشرق الأوسط
  - الشرق الأدنى القديم
- أستراليا (أستراليا، غينيا الجديدة، ميكرونيزيا، ميلانيزيا، بولينيزيا)
- جزر المحيط الهادي

## حسب التاريخ
- القرون
- العقود
- التحقيب
- قائمة العصور الزمنية المعروفة
- قائمة الجداول الزمنية

## حسب الفترة الزمنية
- ما قبل التاريخ
- التاريخ القديم
- العالم الحديث

انظر أيضًا التحقيب.

## حسب الدين
- تاريخ الأديان
- تاريخ المسيحية
- تاريخ الإسلام
- التاريخ اليهودي
- تاريخ البوذية
- الهندوسية تاريخ الهندوسية

## حسب الأمة
- تاريخ الأمم والدول المنقرضة

## حسب المجال
- الحركات الفكرية
- دراسات الجاليات
- تاريخ العائلة
- التاريخ البيئ
- التاريخ المحلي
- التاريخ البحري
- التاريخ الجزئي
- الكونفدرالية
- التاريخ الاجتماعي
- التاريخ الحضري

### الرياضيات والعلوم الصلبة
- تاريخ الرياضيات
- تاريخ العلوم والتكنولوجيا
- تاريخ علم الفلك
- تاريخ الفيزياء
- تاريخ الكيمياء
- تاريخ الجيولوجيا
- تاريخ علم الأحياء
- تاريخ الطب
- تاريخ المرض العقلي

### العلوم الاجتماعية
- تاريخ الفن
- تاريخ علم التنجيم
- تاريخ السينما
- تاريخ الفكر الاقتصادي/التاريخ الاقتصادي
- تاريخ الأفكار
- تاريخ الأدب
- تاريخ الموسيقى
- تاريخ الفلسفة
- تاريخ النشاط الجنسي
- تاريخ المسرح
- التاريخ العقلاني
- التاريخ القانوني
- التاريخ الجزئي
- التاريخ العسكري

## حسب التصنيف الأيديولوجي (علم التأريخ)
بالرغم من وجود انحياز جوهري في الدراسات التاريخية (حيث يعتبر الانحياز القومي الأكثر أهمية)،إلا أن التاريخ يمكن أيضًا دراسته من منظور أيديولوجي، حيث يشعر الممارسون أنها غالبًا ما تُهمل، ومن الأمثلة عليها:
- علم التأريخ الماركسي
- التاريخ النسائي (ويسمى أيضًا التاريخ الأنثوي).

تبنى بعض المؤرخين شكلًا من التكهنات التاريخية التي اشتهرت باسم التاريخ غير الواقعي كوسيلة لتقييم النتائج الممكنة واكتشافها في حالة أن بعض الظروف المعينة لم تقع أو وقعت بطريقة مختلفة. وهذا يشبه إلى درجة ما أسلوب التاريخ البديل في الخيال.
وقد تم أيضًا إعداد قائمة بالمصادر التاريخية غير الموثوقة أو المشكوك في صحتها وهذا بالإضافة إلى الخرافات التاريخية التي كانت منتشرة وشائعة في بعض الاوقات أو التي أصبحت كذلك الآن.